# Masný simentál
Masný simentál, německy Fleisch fleckvieh,, ve Švýcarsku Beef Simmental,  je plemeno skotu masného užitkového typu, vycházející ze strakatého skotu s kombinovanou užitkovostí. Je to nenáročné, dobře přizpůsobivé plemeno s vynikající růstovou schopností telat. Chová se i v České republice, díky jeho příbuznosti s českým strakatým skotem se dále býci masného simentála využívají k inseminaci českých strak při rušení dojených stád a jejich převodu do systémů bez tržní produkce mléka.

## Historie
Masný simentálský skot pochází z původního švýcarského skotu z oblastí Simmental, Saanen a Emmental. Velký červenostrakatý skot s bílou hlavou a končetinami se zde choval už v 18. století. Díky svým skvělým užitkovým vlastnostem byl tento skot, později sjednocený v simentálské plemeno, vyvážen ve značném počtu i do okolních zemí, kde stál u vzniku místních červenostrakatých plemen. Původní simentálský skot byl šlechtěn na kombinovanou užitkovost s 50 – 40 % užitkovosti mléčné, 45 – 35 % užitkovosti masné a 25 – 5 % pracovní. 
Standard plemene byl přijat v roce 1950.  Zatímco ve střední Evropě se strakatý skot dále choval jako kombinované, maso-mléčné plemeno, ve Velké Británii, ve Švédsku a především v zámoří se importovaný strakatý skot začal chovat jako plemeno výhradně masné. V těchto zemích, kde se strakatý skot kombinované užitkovosti nikdy nechoval, se nepoužívá v názvu plemene přídavek masný, a plemeno se označuje prostě jako simentálský skot. V zemích původu se od strakatého skotu odlišuje, viz český strakatý skot a masný simentál, „fleisch fleckvieh“ jako německé označení masného simentála a „fleckvieh“ jako jméno pro strakatý skot. V zemích, kde se strakatý skot choval tradičně, se masný simentál začal šířit až po roce 1990.

## Charakteristika
Masný simentál je skot většího tělesného rámce, masného užitkového typu. Je výrazně osvalený, končetiny jsou silnější. Zvířata jsou z velké části rohatá, ale vyskytují se i geneticky bezrohé linie - „hornlos fleckvieh“. Zbarvení je červenostrakaté až plášťové, barva znaků je v odstínech od světlé a žemlové až k tmavě červené. Hlava je bílá, ale barevné odznaky nejsou chybou. Končetiny jsou rovněž bíle zbarvené, mulec je růžový.
Je nenáročný, přizpůsobivý i drsnějším podmínkám, telata velmi rychle rostou a plemeno je rané, poprvé se telí ve věku 22-26 měsíců. Nemá sklon k tučnění a je vhodný pro výkrm i do vyšších porážkových hmotností. U býků vybraných k plemenitbě byly v roce 2003 denní přírůstky 1450 g, jatečná výtěžnost výkrmových býků činila 62 %.